# Go On…
Go On… (рус. «Продолжай») — третий студийный альбом американской поп-рок-группы Mr. Mister, изданный 8 сентября 1987 года звукозаписывающей компанией RCA. Диск имеет более серьезный тон звучания, чем предыдущий Welcome to the Real World. Go On… не достиг коммерческого успеха и стал последним альбомом коллектива перед его распадом в 1989 году.

## Об альбоме
Запись диска проходила очень напряженно, во время сессий у барабанщика группы Пэта Мастелотто возникли проблемы со здоровьем. Далее дела пошли ещё хуже: когда материал для альбома уже был готов, Джон Лэнг ушёл из Mr. Mister.
В своем обзоре альбома рецензент из Allmusic утверждает, что на Go On… Mr. Mister продолжили сочинение песен в стиле Genesis и Mike & the Mechanics, развивая духовные темы, затронутые в их прошлых хитах «Broken Wings» и «Kyrie». Критик хвалит лирику альбома, но также отмечает, что несмотря на привлекательный звук клавишных, сингл «Something Real (Inside Me/Inside You)» уже не так цепляет, как предыдущие хиты Mr. Mister.
Альбом так и не смог повторить успех предшественника, главный сингл с альбома «Something Real (Inside Me/Inside You)» с трудом вошёл в топ-30. Следующий сингл с альбома, «Healing Waters», тоже не был удачным, хотя и принёс Mr. Mister номинацию на «Грэмми». Третьим синглом стала песня «Stand and Deliver», первоначально написанная для Тины Тернер, композицию включили в фильм Эдварда Джеймса Олмоса «Выстоять и добиться». Из-за провала альбома у Ричарда Пейджа и Стива Фарриса возникли разногласия, и в 1988 году Фаррис покинул коллектив.

## Список композиций

### Компакт-диск
| №   | Название                                      | Автор(ы)                             | Длительность |
| --- | --------------------------------------------- | ------------------------------------ | ------------ |
| 1.  | «Stand and Deliver»                           | Ричард Пейдж, Стив Джордж, Джон Лэнг | 5:32         |
| 2.  | «Healing Waters» (на диске длительность 5:45) | Пейдж, Джордж, Лэнг                  | 5:04         |
| 3.  | «Dust»                                        | Пейдж, Джордж, Лэнг                  | 6:32         |
| 4.  | «Something Real (Inside Me/Inside You)»       | Пейдж, Джордж, Лэнг                  | 4:19         |
| 5.  | «The Tube»                                    | Пейдж, Джордж, Лэнг                  | 5:15         |
| 6.  | «Bare My Soul»                                | Пейдж, Лэнг, Стив Фаррис             | 4:33         |
| 7.  | «Control»                                     | Пейдж, Джордж, Лэнг                  | 4:17         |
| 8.  | «Watching the World»                          | Пейдж, Джордж, Лэнг                  | 4:21         |
| 9.  | «The Power Over Me»                           | Пейдж, Джордж, Лэнг                  | 5:02         |
| 10. | «Man of a Thousand Dances»                    | Пейдж, Джордж, Лэнг, Фаррис          | 4:50         |
| 11. | «The Border»                                  | Пейдж, Джордж, Лэнг                  | 5:39         |

### LP/Кассета
- Сторона 1

| №  | Название                                | Длительность |
| -- | --------------------------------------- | ------------ |
| 1. | «Stand and Deliver»                     | 5:32         |
| 2. | «Healing Waters»                        | 5:04         |
| 3. | «Dust»                                  | 6:32         |
| 4. | «Something Real (Inside Me/Inside You)» | 4:19         |
| 5. | «The Tube»                              | 5:15         |

- Сторона 2

| №  | Название                   | Длительность |
| -- | -------------------------- | ------------ |
| 1. | «Control»                  | 4:17         |
| 2. | «Watching the World»       | 4:21         |
| 3. | «The Power Over Me»        | 5:02         |
| 4. | «Man of a Thousand Dances» | 4:50         |
| 5. | «The Border»               | 5:39         |

## Чарты
| Чарт (1981)            | Максимальная позиция |
| ---------------------- | -------------------- |
| German Albums Chart    | 52                   |
| Dutch Albums Chart     | 39                   |
| Norwegian Albums Chart | 14                   |
| Swedish Albums Chart   | 9                    |
| US Billboard 200       | 55                   |

## Участники записи
Mr. Mister
- Ричард Пейдж — вокал, бас-гитара, композитор, продюсер
- Стив Джордж — вокал, клавишные, саксофон (сопрано), композитор, продюсер
- Стив Фаррис — гитара, композитор, продюсер
- Пэт Мастелотто — ударные, продюсер
- Джон Лэнг — композитор

Другие участники
- Кевин Киллен — продюсер, звукорежиссёр, микширование
- Ленни Кастро — перкуссия
- Боб Людвиг — мастеринг
- Норман Мур — художественное руководство, дизайн
- Джордж Гиз — управляющий